# Lauren Montgomery
Lauren Montgomery (née en mai 1980) est une réalisatrice et illustratrice américaine.

## Biographie
Enfant, Montgomery développe un intérêt pour le dessin et l'animation En 1998, elle commence des études en animation à l'Université Loyola Marymount, où elle obtient son diplôme en 2002.

### Carrière
Elle a notamment dirigé les films d'animation Wonder Woman, Green Lantern : Le Complot, Superman/Batman : Apocalypse, La Ligue des justiciers : Échec. Elle a aussi co-dirigé avec Sam Liu les films La Ligue des justiciers : Conflit sur les deux Terres et Batman: Year One. Elle a également travaillé sur la série La Ligue des justiciers : Nouvelle Génération et créé le storyboard du troisième livre de Avatar, le dernier maître de l'air pour Nickelodeon. En 2012, elle est engagée à nouveau par Nickelodeon pour la franchise Avatar et devient la productrice superviseuse et illustratrice de la suite La Légende de Korra.